# Susanne Zeller
Susanne Zeller (* 12. Februar 1951 in Belzig, heute: Bad Belzig) ist eine deutsche Sozialarbeitswissenschaftlerin und Historikerin.

## Werdegang
Susanne Zeller ist eine Tochter der Schriftstellerin und Lyrikerin Eva Zeller und des Theologen und Kunsthistorikers Reimar Zeller. Ihre Geschwister sind Maren, Cordula und der Historiker Joachim Zeller. Susanne Zeller verbrachte ihre Kindheits- und frühen Jugendjahre in Swakopmund  in Südwestafrika (heute: Namibia).
Nach einer Krankenpflegeausbildung in Düsseldorf und Essen studierte sie 1970–1973/74 Sozialpädagogik an der Evangelischen Fachhochschule Düsseldorf-Kaiserswerth. 1975–1980 absolvierte sie ein Diplomstudium der Erziehungswissenschaften mit der Fachrichtung Sozialpädagogik/Sozialarbeit an der Universität-Gesamthochschule Duisburg und der Freien Universität Berlin. Von 1980 bis 1984 arbeitete sie als Sozialpädagogin/Diplompädagogin in einer Erziehungsberatungsstelle in Duisburg-Hamborn und in einer Berliner Einrichtung des Deutschen Roten Kreuzes für behinderte Jugendliche. 
1986 wurde sie an der Technischen Universität Berlin zur Dr. phil. promoviert mit einer Arbeit über die soziale Lage der weiblichen Erwerbstätigen in Wohlfahrtseinrichtungen der Weimarer Republik. Ihre Dissertation erschien im Jahr 1987 unter dem Titel „Volksmütter. Frauen im Wohlfahrtswesen der Zwanziger Jahre“.
Von 1991 bis 2014 war sie Professorin für Professionalisierungsgeschichte, Theorien und Berufsethik der Sozialarbeitswissenschaft an der Fakultät für Angewandte Sozialwissenschaften der Fachhochschule Erfurt. Ihre Forschungsschwerpunkte sind Professionalisierungsgeschichte der Sozialen Arbeit und deutsch-jüdische Geschichte.
Zeller lebt als Lehrbeauftragte und freie Wissenschaftsautorin in Berlin.

## Schriften
- Der Unbeugsame. Der Seemann Gustav Pietsch im Widerstand gegen das NS-Regime in der Freien Stadt Danzig und Polen, Lukas Verlag, Berlin 2025.
- Europas Humanisten und die Juden. Das Beispiel Juan Luis Vives (1492-1540), Schnell & Steiner Verlag, Regensburg 2017.
- mit Johannes Schilling: Soziale Arbeit. Geschichte, Theorie, Profession. Reinhardt Verlag, München 2012, 5. Auflage.
- Juan Luis Vives (1492–1540). (Wieder)Entdeckung eines Europäers, Humanisten und Sozialreformers jüdischer Herkunft im Schatten der spanischen Inquisition, Lambertus Verlag, Freiburg im. Br. 2006.
- mit Joachim Wieler (Hrsg.): Emigrierte Sozialarbeit. Porträts vertriebener SozialarbeiterInnen, Lambertus Verlag, Freiburg 1995.
- Geschichte der Sozialarbeit als Beruf. Bilder und Dokumente (1893-1939), Centaurus Verlag, Pfaffenweiler 1994.
- Maria von Graimberg (1879-1965). Vierzig Jahre Sozialarbeiterinnenausbildung in Heidelberg (1911-1951), Lambertus Verlag, Freiburg 1989.
- Volksmütter. Frauen im Wohlfahrtswesen der Zwanziger Jahre, Schwann Verlag, Düsseldorf 1987.
- Das Beratungsgespräch in der Sozialen Arbeit. Einführung für Studierende sozialpädagogischer Studiengänge an Fachhochschulen, Universitäten und Weiterbildungsinstitutionen, B. Kleine Verlag, Bielefeld 1987.

## Beiträge in Fachzeitschriften und Sammelbänden (Auswahl)
- … denn wir sind ein geretteter Überrest… Erstversorgung für die jüdischen Displaced Persons als Überlebende der deutschen Konzentrationslager. In: Ralph-Christian Amthor u. a. (Hrsg.): Kontinuitäten und Diskontinuitäten Sozialer Arbeit nach dem Ende des Nationalsozialismus, Weinheim/Basel 2022, Bd. 1, S. 264–275.
- Ein Mitglied der Deutschnationalen Volkspartei wird zum Retter für Juden. Der Danziger Bruder von Oskar Schindler. In: DIG Magazin (Hrsg.): Deutsch-Israelische Gesellschaft e.V. Berlin, o. Jg. 2. Ausgabe, 2021/5782, S. 41–44.
- Lügen oder lebensrettende doppelte Botschaften? Das Schicksal der Marranen unter den Bedingungen der Inquisition. In: Sigrun Casper (Hrsg.): Lügen. Konkursbuch 54, Konkursbuch, Tübingen 2019, S. 191–204.
- Von der Wohltätigkeit zur sozialen Verpflichtung für das Gemeinwesen. In: 125 Jahre DZI. Von der Armenpflege zum Sozialstaat und zur Zivilgesellschaft, hrsg. v. Deutschen Zentralinstitut für Soziale Fragen (DZI), Berlin 2018, S. 17–40.
- Gewissenskonflikte und Verantwortungsübernahme. Berufsethiken für soziale Fachkräfte jenseits nationalsozialistischer Ideologie. In: Ralph-Christian Amthor (Hrsg.): Soziale Arbeit im Widerstand. Fragen, Erkenntnisse und Reflexionen zum Nationalsozialismus, Weinheim 2017, S. 233–248.
- Die rabbinischen Wurzeln im Prozess der Professionalisierung Sozialer Arbeit und im Lebenswerk von Hans Falck. In: Marcus Hußmann, u. a. (Hrsg.): Membership und soziale Gerechtigkeit, Weinheim/Basel 2015, S. 108–124.
- Was ist jüdisch an der Jüdischen Sozialarbeit? Harry Maór und die identifikatorische Kulturarbeit. In: Soziale Arbeit 61/2013, H. 5, S. 178–192.
- Die Für-Sorge wird zur Volks-Pflege. Soziale Berufsarbeit im Nationalsozialismus. In. Forum Sozial 2013, H. 4, S. 19–23.
- Opferversorgung und Sozialarbeit in Israel. In: DIG Magazin. Zeitschrift der Deutsch-Israelischen Gesellschaft, Vierteljahresschrift Nr. 3/2007, S. 26–27.
- Der Humanist Erasmus von Rotterdam (1469-1536) und sein Verhältnis zum Judentum. Ein verdrängter Aspekt der Geschichte des Humanismus in Europa? In: Kirche und Israel, Neukirchner Theologische Zeitschrift, 21/2006, H. 1. S. 17–28.
- Die „Human Rights Profession“ als berufsethische Realutopie und die Menschenrechtsinstrumente. In: Beat Schmocker (Hrsg.): Liebe, Macht und Erkenntnis. Silvia Staub-Bernasconi und das Spannungsfeld Soziale Arbeit, Freiburg 2006, S. 525–542.
- „Auge um Auge, Zahn um Zahn“. Ein tragisches Missverständnis. In: Israel & Palästina. Zeitschrift für Dialog, hrsg. v. Deutsch-israelischen Arbeitskreis für Frieden im Nahen Osten e.V. (DIAK), 2. Quartal 2002, S. 24–27.
- Der „jüdische Aristoteles“. Moses Maimonides (1135-1204). In: VIA REGIA. Blätter für internationale, kulturelle Kommunikation, Erfurt 1999, Nr. 68/69, S. 75–84.
- Nicht Almosen, sondern Gerechtigkeit. Jüdische Ethik und ihre historischen Wurzeln für die Professionalisierung in der Sozialen Arbeit. In: Neue Praxis 28/1998, H. 6, S. 540–556.